# Cassoleta vermella
La cassoleta vermella (Sarcoscypha coccinea) és una espècie de fong ascomicot de l'ordre dels pezizals (Pezizales). És semblant a la cassoleta taronja però de mida més reduïda, de color roig intens i viu sobre restes de fusta.

## Característiques
El carpòfor en forma de copa de 2 a 5 cm, a vegades aplanat si és molt madur, el voraviu de la cassoleta és blanquinós, la cara exterior rosada i la interior té el color vermell més viu, el peu és molt petit i vellutat d'1 cm d'alçada. El color vermell pot empal·lidir en exemplars vells.
És comestible, però sense valor culinari.

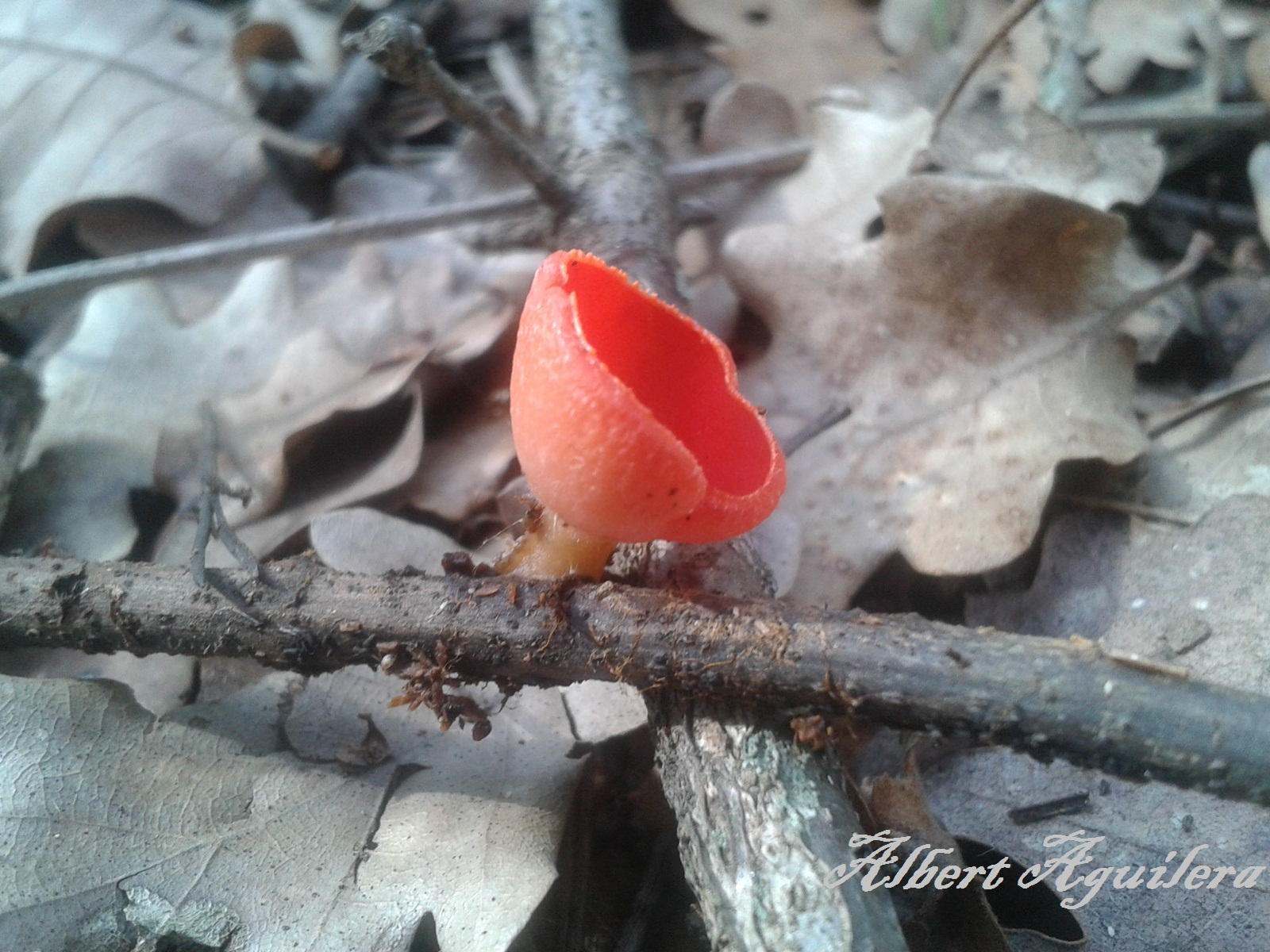
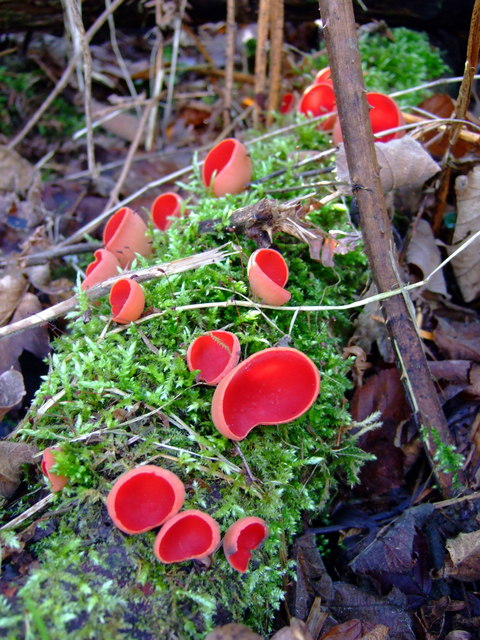